# Kulwant Singh
Kulwant Singh   (18 de desembre de 1948) és un jugador d'hoquei sobre herba indi, ja retirat, guanyador d'una medalla olímpica.
El 1972 va prendre part en els Jocs Olímpics d'Estiu de Munic, on va guanyar la medalla de bronze en la competició d'hoquei sobre herba.
En el seu palmarès també destaca una medalla de bronze en la Copa del Món de 1971 i una medalla de plata en els Jocs Asiàtics de 1970.